# Alex Mørch
Alex Mørch er en dansk komponist og lydkunstner. Han har en kandidat fra Dansk Institut for Elektronisk Musik (DIEM) ved Det Jyske Musikkonservatorium i Aarhus. Mørchs kompositioner involverer ofte maskiner, robotter og et element af improvisation. Mørch har blandt andet udstillet på Statens Museum for Kunst og Kunsthal Ulys.